# Kouthanallur
Kouthanallur là một thành phố và khu đô thị của quận Thiruvarur thuộc bang Tamil Nadu, Ấn Độ.

## Nhân khẩu
Theo điều tra dân số năm 2001 của Ấn Độ, Kouthanallur có dân số 22.986 người. Phái nam chiếm 47% tổng số dân và phái nữ chiếm 53%. Kouthanallur có tỷ lệ 74% biết đọc biết viết, cao hơn tỷ lệ trung bình toàn quốc là 59,5%: tỷ lệ cho phái nam là 78%, và tỷ lệ cho phái nữ là 69%. Tại Kouthanallur, 13% dân số nhỏ hơn 6 tuổi.